# Matériau cellulaire
Un matériau est dit cellulaire ou architecturé, du fait de sa structure spécifique aux échelles milli- ou micrométriques. D’un point de vue géométrique, une structure cellulaire est caractérisée par des sommets joints par des arêtes qui entourent des faces. Cela délimite les cellules. En découle un comportement mécanique très spécifique, qui dépend fortement de cette architecture.

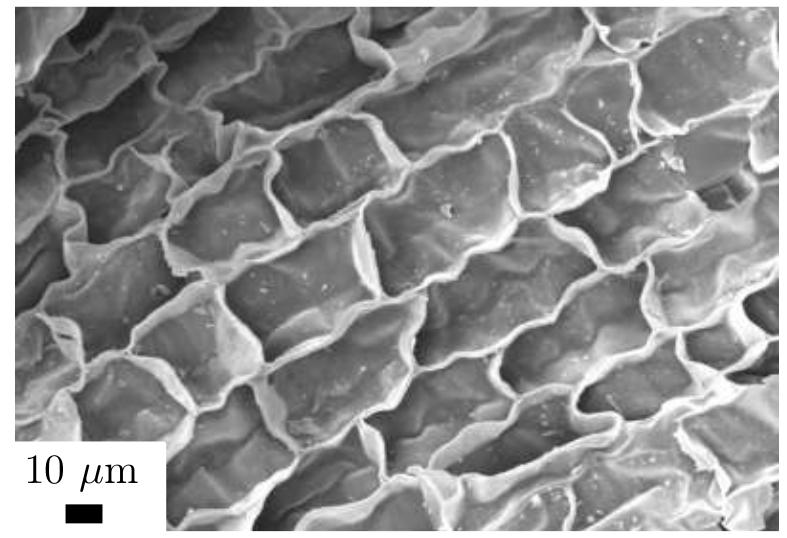
Liège observé au microscope électronique à balayage dans la direction tangentielle.

La structure spécifique des matériaux cellulaires est un réseau interconnecté de poutres ou de plaques qui forment les arêtes et les faces des cellules. Ces parois sont constituées d’un matériau constitutif qui peut être un métal, un polymère, une céramique ou un matériau composite.
Un matériau cellulaire est constitué d’au moins deux phases : une phase solide et une phase fluide (généralement un gaz). Ces matériaux sont caractérisés par un haut niveau de porosité, avec une fraction de phase solide inférieure à 40 %. Ils sont connus pour leur faible densité relative ρr, définie comme le rapport de la masse volumique ρ* du matériau cellulaire et de celle du matériau constitutif des parois cellulaires ρS :
{\displaystyle \rho _{\text{r}}=\rho ^{*}/\rho _{\text{s}}.}

## Structure

### Connectivité des mousses
On distingue généralement deux types de structures en définissant leurs cellules de :
- cellules ouvertes : seules les arêtes forment le réseau de cellules. Elles sont donc toutes interconnectées par les parois ouvertes. Un fluide peut circuler entre ces cellules ;
- cellules fermées : les parois sont solides et chaque cellule est isolée des autres. Le fluide contenu dans une cellule ne peut être transféré à une autre.

Cependant on retrouve également des cellules semi-ouvertes, c’est-à-dire avec des parois solides formées mais pas complètement fermées.
La fraction de solide dans les arêtes φ est un paramètre utilisé pour décrire la microstructure des matériaux cellulaires à cellules fermées. (1 − φ) est ainsi la fraction de solide restante dans les faces des cellules.
{\displaystyle \phi ={\frac {t_{e}^{2}}{t_{e}^{2}+(Z_{f}/{\overline {n}})t_{f}l}}}
avec te, épaisseur des arêtes ; tf, épaisseur des faces ; l, longueur d'une arête ; {\displaystyle {\overline {n}}}, le nombre moyen d'ares par faces ; Zf, la coordination des faces.

### Classes géométriques
Le terme de matériau cellulaire fait référence à un large ensemble de matériaux possédant une architecture particulière à de petites échelles. Différents types sont distingués en fonction de l’organisation de leurs cellules.
- Les structures périodiques 2D telles que les nids d’abeilles sont des matériaux qui présentent une microstructure bidimensionnelle (2D) constituée d’arrangements de plaques formant ainsi des polygones ou des cellules hexagonales telles que des nids d’abeilles naturels. Généralement, la taille et la géométrie des cellules sont très régulières. Leur comportement mécanique résultant est anisotrope.
- Les structures périodiques 3D, telles que les lattices, sont caractérisées par un motif géométrique tridimensionnel (3D) à l’échelle de la cellule qui se répète de manière périodique dans l’espace. Ces matériaux présentent des porosités ouvertes.
- Les structures stochastiques ou mousses possèdent également une microstructure 3D. Les cellules ont dans ce cas une organisation non-périodique. Les formes et des tailles des cellules de mousses sont variées et peuvent être irrégulières du fait de leur mode de fabrication. Certaines mousses, comme les matériaux cellulaires naturels, peuvent présenter des orientations privilégiées. Dans le cas du liège, ces cellules sont organisées dans la direction de croissance de l’arbre[3].

Des structures cellulaires intermédiaires peuvent ensuite être évoquées comme les structures quasi périodiques.
Aujourd'hui, la maîtrise de nouveaux procédés de fabrication fait qu'un nombre toujours plus grand et plus divers de géométries voit le jour afin de répondre à des sollicitations spécifiques,.

### Cas particulier des mousses agglomérées
Dans le cas de structures cellulaires réalisées à partir de grains de matériaux cellulaires agglomérés ensemble (appelés bead foam en anglais), l’organisation des grains entre eux constitue alors une structuration à une échelle supérieure à celle de l’organisation cellulaire. Les grains de matériaux cellulaires forment un sous-ensemble entre la structure macroscopique et l’organisation cellulaire à l’échelle micrométrique.

## Propriétés mécaniques
L’architecture spécifique des matériaux cellulaires à différentes échelles implique que le comportement mécanique de ces matériaux peut être décrit aux différentes échelles d’observation.

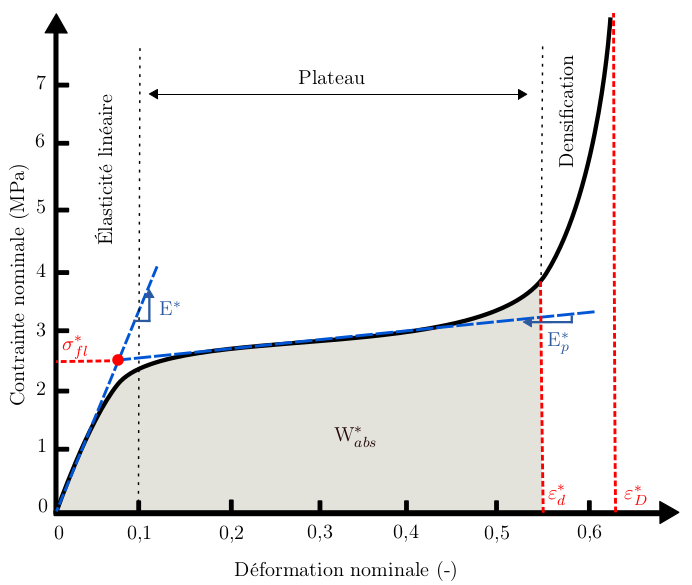
Exemple d’une réponse courbe contrainte/déformation d’un matériau cellulaire sous compression uni-axiale.

Le comportement mécanique des matériaux cellulaires est généralement étudié en compression du fait de sa capacité à absorber une grande quantité d’énergie mécanique pour ce type de sollicitation. Celui-ci est caractérisé par trois phases :
La zone élastique linéaire, où la contrainte augmente de façon linéaire avec la déformation.  Cette zone peut également être qualifiée de pseudo-linéaire. La pente est assimilée au module de Young E* (MPa)
Au-delà d’une certaine contrainte, la contrainte augmente beaucoup moins rapidement avec la déformation, dans la zone plateau. Cette contrainte de flambement {\displaystyle \sigma _{fl}^{*}} élastique ou plastique correspond donc à la contrainte où a lieu la transition entre le comportement linéaire et le plateau. Le coefficient directeur du plateau est assimilé au module tangent du plateau {\displaystyle E_{p}^{*}} (MPa).
Finalement à partir d’une certaine déformation {\displaystyle \varepsilon _{d}^{*}}, la contrainte augmente rapidement, dans la zone de densification. Cette déformation est appelée déformation de l’initiation de la densification {\displaystyle \varepsilon _{d}^{*}}. Le matériau cellulaire est totalement densifié lorsqu’il atteint la déformation {\displaystyle \varepsilon _{D}^{*}}.
L'énergie absorbée à densification {\displaystyle W_{abs}^{*}(\varepsilon _{d}^{*})} correspond à l'énergie cinétique convertie juste avant le début de la densification qui commence à {\displaystyle \varepsilon _{d}^{*}}
{\displaystyle W_{abs}^{*}(\varepsilon _{d}^{*})=\int _{0}^{\varepsilon _{d}^{*}}\sigma ^{*}(\varepsilon ^{*})d\varepsilon ^{*}.}

## Exemples
Les matériaux cellulaires peuvent aussi bien être trouvés dans la nature que produits par l'Homme.

### Matériaux cellulaires naturels
- Matériaux cellulaires polymériques naturels : liège, bois, pamplemousse, etc.
- Matériaux cellulaires céramiques naturels : os.

### Application des matériaux cellulaires synthétiques
Les matériaux cellulaires polymériques synthétiques se retrouvent principalement dans les matelas, les sièges…
Les matériaux cellulaires céramiques synthétiques sont principalement utilisés comme échangeur thermiques ou filtres (du fait de leur grande surface d'échange) lorsqu'elles ont des cellules ouvertes,. Ils sont également utilisés comme absorbeurs de chocs lorsqu'ils ont des cellules fermées (boucliers de protection contre les météorites et les débris) car ils offrent une combinaison unique de propriétés physiques telles qu'une faible densité, une grande rigidité, une résistance élevée en compression, un point de fusion élevé et une très bonne capacité d'absorption des chocs. Avec un haut module et une haute limite élastique en compression, les céramiques révèlent un comportement fragile voire quasi fragile sous certaines conditions.